# Neustadt in Sachsen
Neustadt i. Sa. is een gemeente in de Duitse deelstaat Saksen, gelegen in de Landkreis Sächsische Schweiz-Osterzgebirge. De plaats telt 11.962 inwoners.

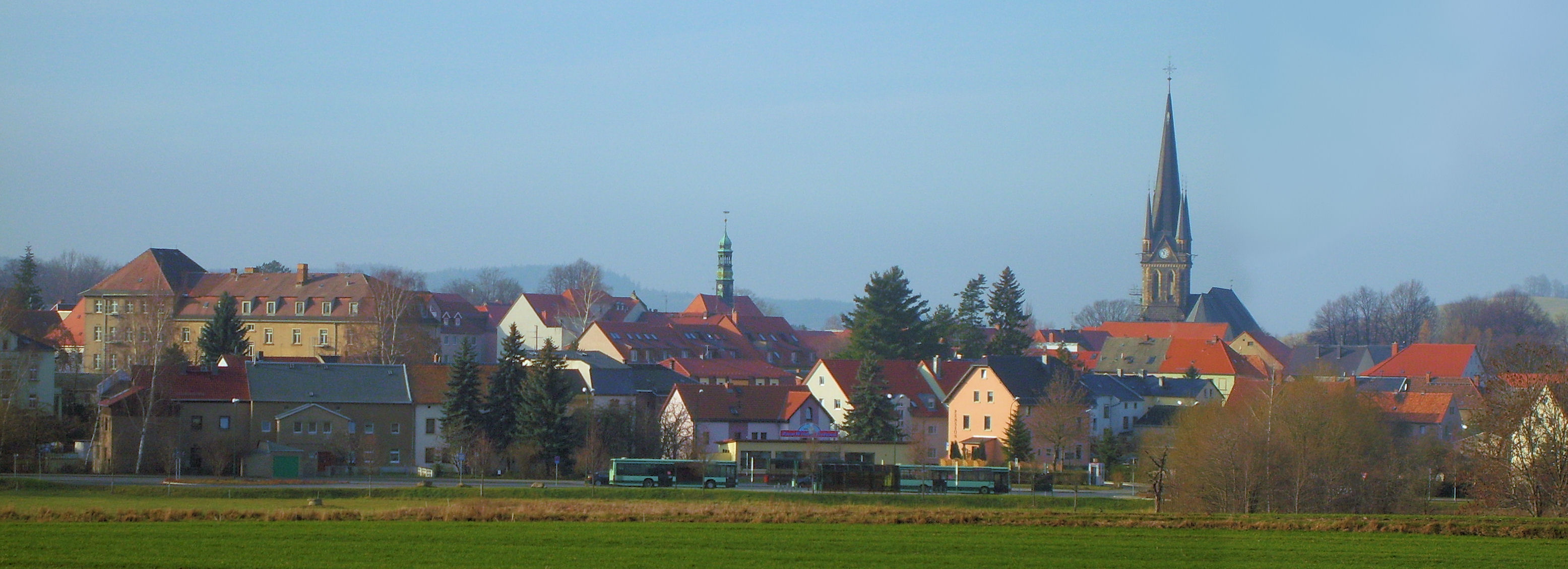
Neustadt in Sachsen
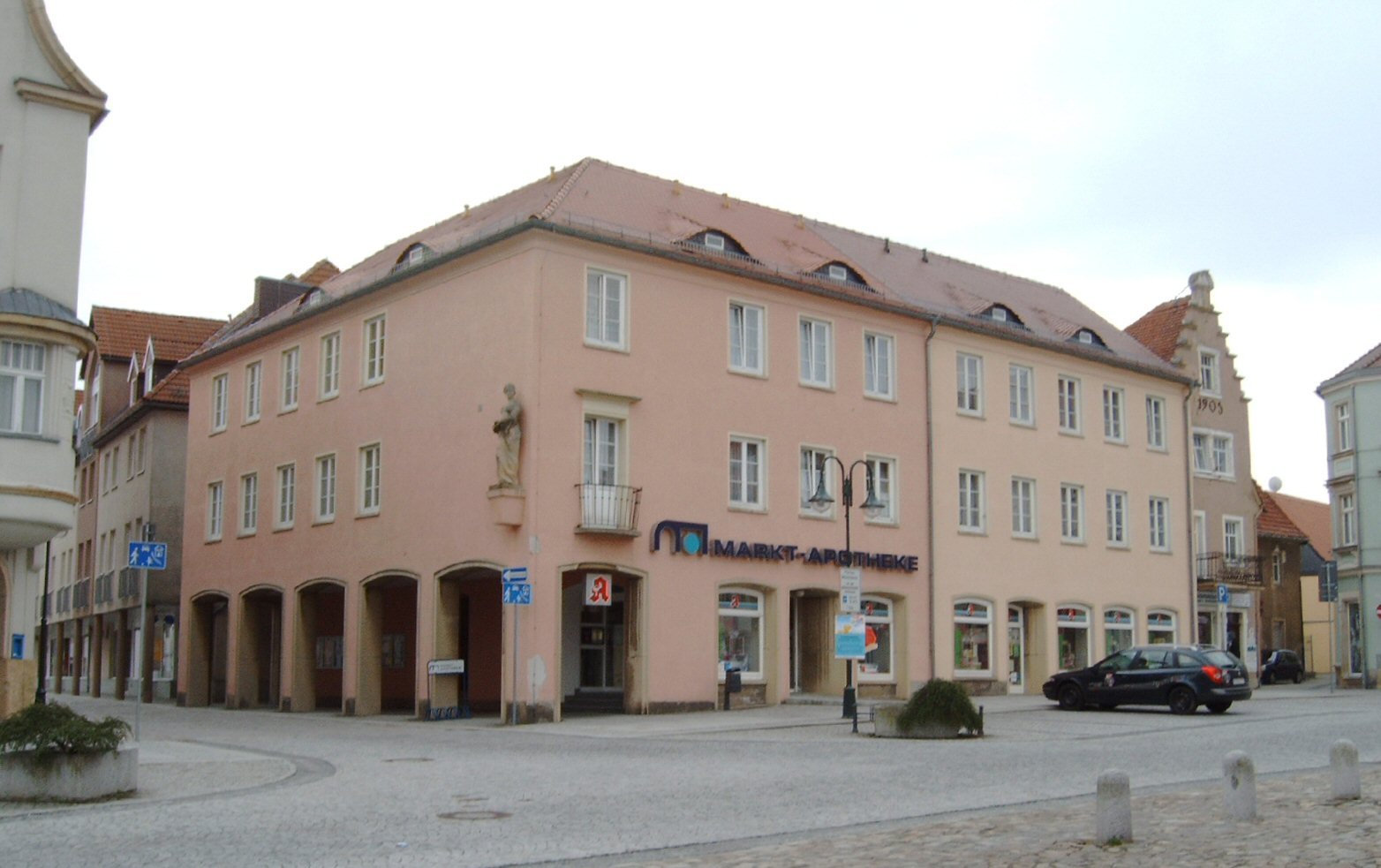
Marktplein in Neustadt in Sachsen
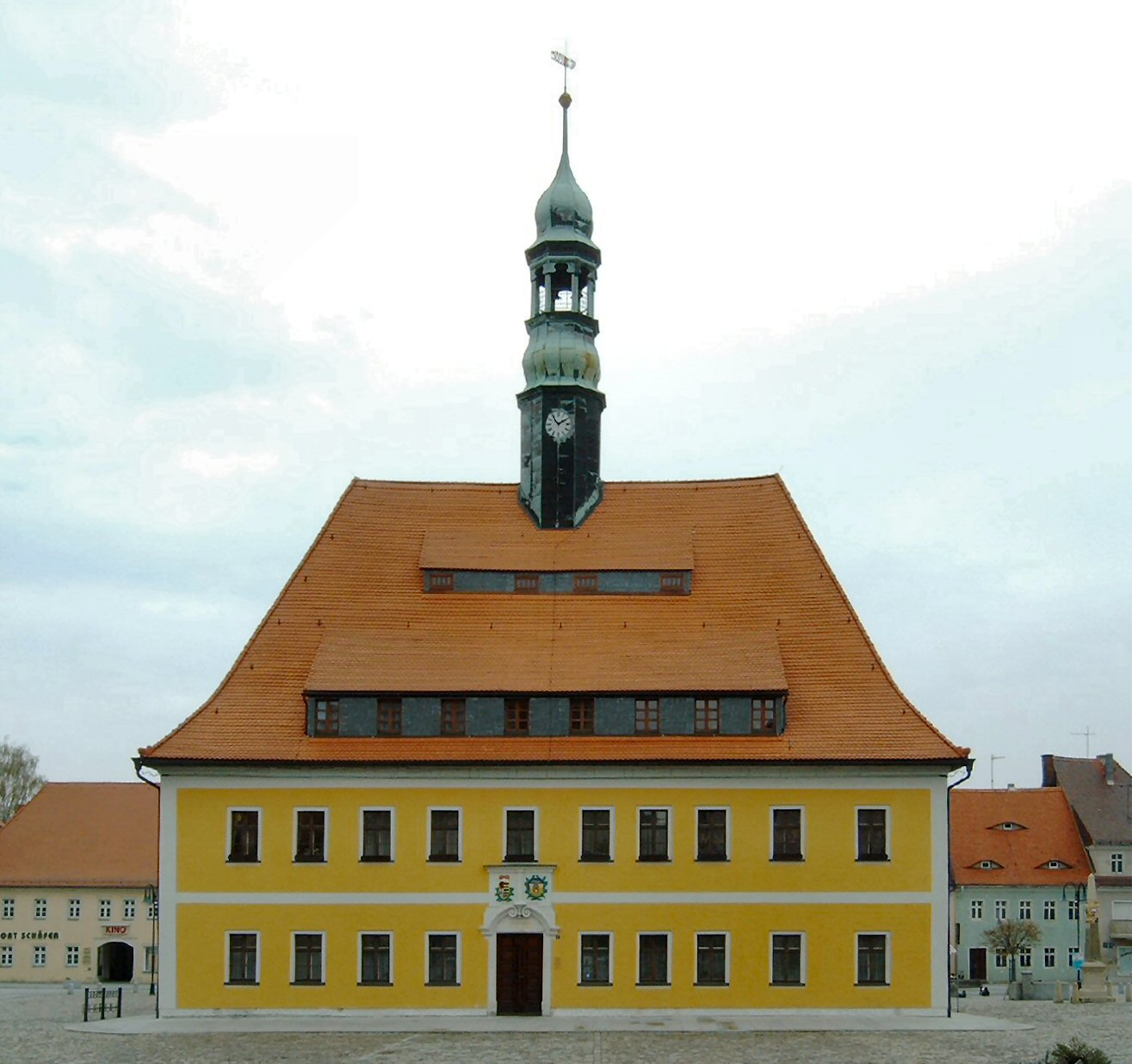
Raadhuis
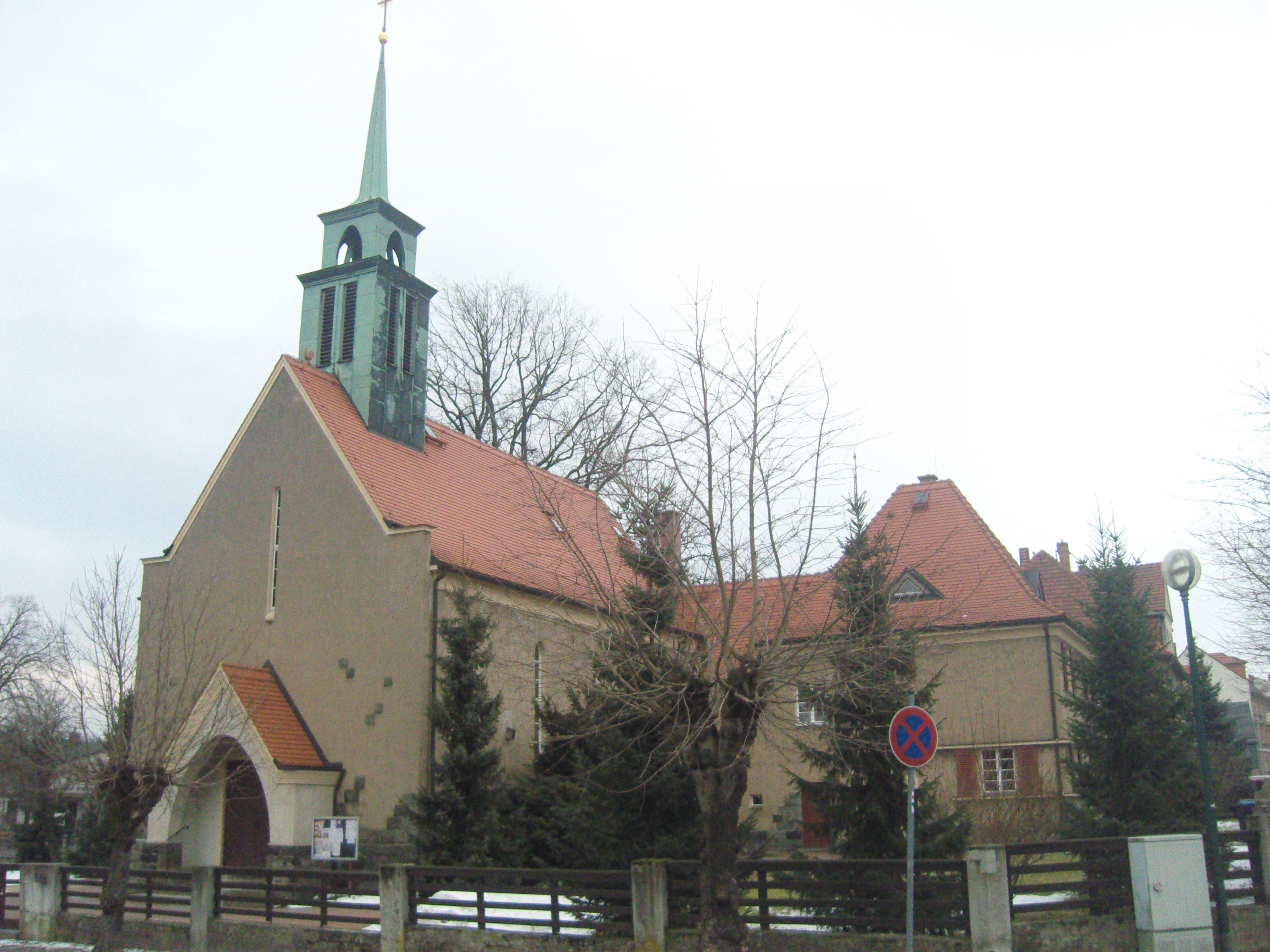
Kerk van St Getraudis
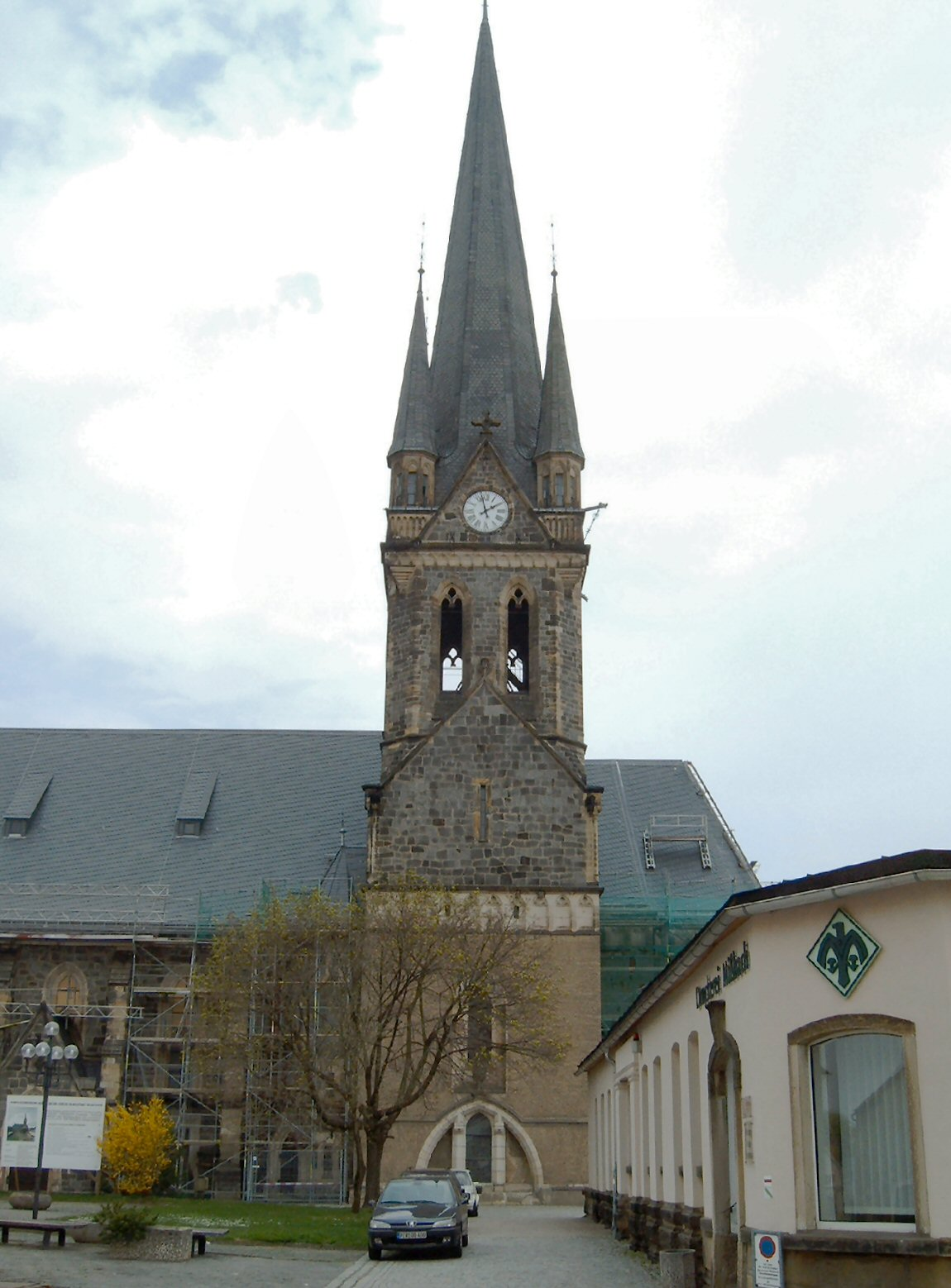
Jacobikerk
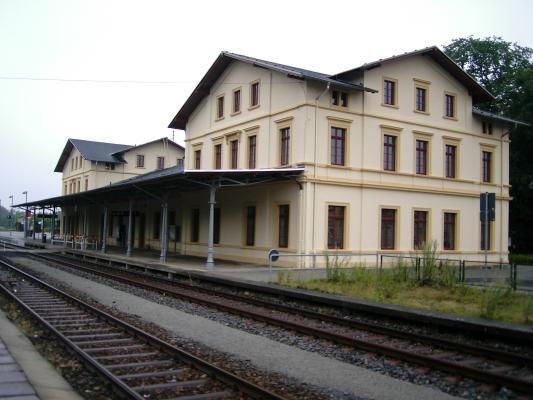
Station Neustadt

## Wijken
De gemeente bestaat uit de volgende wijken:
- Krumhermsdorf
- Neustadt in Sachsen
- Polenz

Altenberg ·
Bad Gottleuba-Berggießhübel ·
Bad Schandau ·
Bahretal ·
Bannewitz ·
Dippoldiswalde ·
Dohma ·
Dohna ·
Dorfhain ·
Dürrröhrsdorf-Dittersbach ·
Freital ·
Glashütte ·
Gohrisch ·
Hartmannsdorf-Reichenau ·
Heidenau ·
Hermsdorf/Erzgeb. ·
Hohnstein ·
Klingenberg ·
Königstein ·
Kreischa ·
Liebstadt ·
Lohmen ·
Müglitztal ·
Neustadt in Sachsen ·
Pirna ·
Porschdorf ·
Rabenau ·
Rathen ·
Rathmannsdorf ·
Reinhardtsdorf-Schöna ·
Rosenthal-Bielatal ·
Sebnitz ·
Stadt Wehlen ·
Stolpen ·
Struppen ·
Tharandt ·
Wilsdruff